# Andrew Butler
Andrew Butler (Edgefield, 1796. november 18. – Edgefield, 1857. május 25.) az Amerikai Egyesült Államok szenátora (Dél-Karolina, 1846–1857).